# ماركاو
ماركاو (مواليد 5 يونيو 1996) هو لاعب كرة قدم برازيلي يلعب في مركز المدافع في نادي إشبيلية.

## روابط خارجية
- ماركاو على موقع الاتحاد الأوربي (الإنجليزية)
- ماركاو على موقع اتحاد تركيا (لاعب) (الإنجليزية)
- ماركاو على موقع إي إس بي إن إف سي (الإنجليزية)
- ماركاو على موقع قاعدة بيانات كرة القدم.إي يو (الإنجليزية)
- ماركاو على موقع Soccerbase.com (لاعب) (الإنجليزية)
- ماركاو على موقع Soccerway.com (الإنجليزية)
- ماركاو على موقع عالم كرة القدم.نت (الإنجليزية)